# Ferrari SF-24
A Ferrari SF-24 (kódnevén Project 676) egy Formula–1-es versenyautó, amelyet a Scuderia Ferrari tervezett és gyártott a 2024-es Formula–1 világbajnokságra. Pilótái Charles Leclerc és a csapattal utolsó szezonját kezdő Carlos Sainz Jr. voltak, valamint egyetlen verseny erejéig a Sainz helyett beugró Oliver Bearman.

## A szezon
Rgtön a szezonnyitó bahreini nagydíjon sikerült a csapatnak megszerezni első dobogós helyezésüket, Sainz jóvoltából, egy harmadik hellyel, miközben Leclerc negyedik lett (előrébb is végezhetett volna, ám fékproblémái akadtak. A második futamon, Szaúd-Arábiában aztán Sainz bár részt vett az első szabadedzésen, de komoly fájdalmai miatt vissza kellett, hogy lépjen - mint kiderült, vakbélgyulladása lett és meg kellett műteni. A helyére a tartalékversenyző Oliver Bearman ugrott be, aki szépen helytállt: a tizenegyedik helyre kvalifikálta magát és a hetedik helyen ért célba. Leclerc eközben harmadik lett.
Sainz, aki éppen hogy csak lábadozott a műtéte után, második helyre kvalifikálta magát, majd megnyerte a versenyt, amely ráadásul egy Ferrari kettős győzelem volt. Japánban Leclerc lett dobogós, majd kicsit gyengébb futamok következtek, de a két versenyző sosem ért célba ötödiknél rosszabb helyen. Miamiban új főszponzor, a HP érkezett a csapathoz, amelynek köszönhetően a vörös-sárga-fekete színvilág egy kis kéket is kapott. Monacóban Leclerc pole pozíciót ért el és meg is nyerte a versenyt - hazai pilóta ezt a versenyt 1931, Louis Chiron diadala óta nem nyerte meg, Formula–1-es futamon pedig senki, Leclerc pedig véget vetett évek óta tartó hazai pechszériájának.
A Ferrari ezt követően azonban visszaesett: Kanadában kettős kiesést könyvelhettek el, Ausztriában pedig Leclerc versenye ment tönkre egy rajt utáni ütközésben. A csapatot az erősorrendben egyértelműen megelőzte a McLaren, és már a Mercedes is szorongatni kezdte őket. A következő jelentősebb eredményüket Belgiumban érték el, ahol Leclerc pole pozíciót szerzett. A futamon aztán visszaesett, és George Russell diszkvalifikálása is kellett ahhoz, hogy végül felkerülhessen a dobogóra.
A nyári szünet utáni versenyeken megtáltosodott a Ferrari: Leclerc dobogót szerzett Belgiumban és Hollandiában, majd a Ferrari hazai közönsége előtt győzött Monzában. Még megnyerte az amerikai nagydíjat is, Sainz pedig a mexikóit (amely a csapat első győzelme volt itt 1990 óta), ezzel pedig a konstruktőri második helyre jött fel a csapat. A győzelemre is esélyesek lehettek volna, de ezt végül nem tudták elérni, Leclerc pedig bajnoki harmadik lett.

## Eredmények
| Év   | Csapat              | Motor          | Gumik | Pilóták          | Futamok | Futamok | Futamok | Futamok | Futamok | Futamok | Futamok | Futamok | Futamok | Futamok | Futamok | Futamok | Futamok | Futamok | Futamok | Futamok | Futamok | Futamok | Futamok | Futamok | Futamok | Futamok | Futamok | Futamok | Pontok | Helyezés |
| Év   | Csapat              | Motor          | Gumik | Pilóták          | BHR     | SAU     | AUS     | JPN     | CHN     | MIA     | EMI     | MON     | CAN     | ESP     | AUT     | GBR     | HUN     | BEL     | NED     | ITA     | AZE     | SIN     | USA     | MXC     | SAP     | LVG     | QAT     | ABU     | Pontok | Helyezés |
| ---- | ------------------- | -------------- | ----- | ---------------- | ------- | ------- | ------- | ------- | ------- | ------- | ------- | ------- | ------- | ------- | ------- | ------- | ------- | ------- | ------- | ------- | ------- | ------- | ------- | ------- | ------- | ------- | ------- | ------- | ------ | -------- |
| 2024 | Scuderia Ferrari HP | Ferrari 066/12 | P     | Charles Leclerc  | 4       | 3       | 2       | 4       | 4 4     | 3 2     | 3       | 1       | KI      | 5       | 11 7    | 14      | 4       | 3       | 3       | 1       | 2       | 5       | 1 4     | 3       | 5 3     | 4       | 2 5     | 3       | 652    | 2.       |
| 2024 | Scuderia Ferrari HP | Ferrari 066/12 | P     | Carlos Sainz Jr. | 3       | NI      | 1       | 3       | 5 5     | 5 5     | 5       | 3       | KI      | 6       | 3 5     | 5       | 6       | 6       | 5       | 4       | 18 †    | 7       | 2 2     | 1       | KI 5    | 3       | 6 4     | 2       | 652    | 2.       |
| 2024 | Scuderia Ferrari HP | Ferrari 066/12 | P     | Oliver Bearman   |         | 7       |         |         |         |         |         |         |         |         |         |         |         |         |         |         |         |         |         |         |         |         |         |         | 652    | 2.       |

† – Nem fejezte be a futamot, de rangsorolták, mert teljesítette a verseny 90 százalékát.
Leclerc a miami sprintfutamon 7, a sao paulóin 6, a kínain és az amerikain 5, a katarin 4, az osztrákon 2 pontot szerzett.
Sainz az amerikai sprintfutamon 7, a katarin 5, a miamin, a kínain, az osztrákon és a sao paulóin 4 pontot szerzett.
Félkövérrel jelölve a pole pozíció, dőlt betűvel a leggyorsabb kör. Kis számmal a sprintfutamon elért helyezés, ha az pontszerzéssel járt együtt.

## Forráshivatkozások
1. ↑  Fans, Scuderia: Ferrari SF-24: a Formula 1 project that started 10 months in advance (amerikai angol nyelven). Scuderia Fans, 2024. február 21. (Hozzáférés: 2024. július 1.)

## Fordítás
Ez a szócikk részben vagy egészben  a   Ferrari SF-24 című angol Wikipédia-szócikk ezen változatának fordításán alapul.  Az eredeti cikk szerkesztőit annak laptörténete sorolja fel. Ez a jelzés csupán a megfogalmazás eredetét és a szerzői jogokat jelzi, nem szolgál a cikkben szereplő információk forrásmegjelöléseként.